# پدرو اولدینی
پدرو اولدینی (به پرتغالی: Pedro Henrique Oldoni do Nascimento) مهاجم اهل برزیل است که در شهر Pato Branco، پارانا، برزیل و در تاریخ ۲۶ سپتامبر ۱۹۸۵ به دنیا آمده‌است.
پدرو اولدینی در تیم‌های فوتبال Atlético-PR سابقهٔ حضور دارد.